# Jan Glete
Jan Erik Allan Glete, född 1 september 1947 i Västerås, Västmanlands län, död 13 juli 2009 i Högalids församling, Stockholm, var en svensk historiker.
Glete, som var son till ingenjör Allan Glete och Mary Kampf, blev filosofie kandidat 1969 och filosofie doktor vid Stockholms universitet 1975 på avhandlingen Kreugerkoncernen och Boliden. Han var professor i historia vid nämnda universitet från 1999 och fram till sin död. Han gjorde sig främst känd för sin forskning kring företags- och marinhistoria.